# Sindinggård
Sindinggård er en tidligere hovedgård (herregård) beliggende Sindinggårdvej 21, i Sinding Sogn, Hammerum Herred, Ringkøbing Amt.
Siden 1994 har Signe og Jens Pagh Mørups  ejet gården. 
Hovedbygningen har været fredet siden 1939. Den er opført ca. 1730, men har fået sin nuværende skikkelse ca. 1837. Den rummer også middelalderlige dele.

## Ejerliste
Denne liste er ufuldstændig; hjælp gerne med at udfylde den.
- 1780-1796: Anders Speitzer.
- 1796-1810: Enevold Wagård, gift med en datter af Anders Speitzer. Wagård var præst i Skelund
- 1815-1859: Søren August Fjelstrup (1773-1859), medejer fra 1796, overtog driften i 1810, eneejer fra 1815, var 1836-1846 medlem af stænderforsamlingen, først kongevalgt, siden folkevalgt. Fjelstrups arvinger satte gården på auktion i 1860.
- 1860-1872: Peter Anton Alfred Hage (1803-1872), ejer af Oremandsgård, i 1872 solgte Hages enke sin part til Jacob Boserup.
- 1872-1877: Jacob Boserup (1806-1884), ejer af Stubbergård syd for Skive og medejer af Skåphus på Alheden, fhv. medlem af stænderforsamlingen, medlem af Folketinget og landstinget.  Jacob Boserup blev medejer af Sindinggård i 1860 og eneejer i 1872.
- 1877-1894: O. Olsen, proprietær.
- – 1902: Gården blev ejet af 10 kreditorer efter at den tidligere ejer gik fallit.
- 1902 – 1911: Johannes S. Kloppenborg.
- 1941-1951: Karl Larsen
- 1951-1984: Vagner Seidelin Christensen
- 1980erne: Merrild-familien
- 1994- : Signe og Jens Pagh Mørup